# ダニエル・ハルファー
ダニエル・ハルファー（Daniel Halfar 、1988年1月7日 - ）は、ドイツ・バーデン＝ヴュルテンベルク州マンハイム出身のプロサッカー選手。ポジションは、ミッドフィールダー。

## 経歴

### クラブ
1997年、1.FCカイザースラウテルンの下部組織に入団。ユース年代から高い評価を受け、2005年に設立されたフリッツ・ヴァルター・メダル初代受賞者の一人に選ばれた。12月のバイエルン・ミュンヘン戦でトップチームデビュー。MSVデュースブルク戦でクラブ史上最年少得点(18歳28日)を挙げた。
2007年8月、アルミニア・ビーレフェルトに移籍。11月のVfBシュトゥットガルト戦で移籍後初得点。2010年、TSV1860ミュンヘンにフリーで加入。2013年夏、1.FCケルンに加入、3年契約を結んだ。

### 代表
U-21ドイツ代表に選出された。